# Alberto López de Munain
Alberto López de Munain Ruiz de Gauna (Vitoria, 12 marzo 1972) è un ex ciclista su strada spagnolo di origine basca.
Professionista dal 1996 al 2005, partecipò a otto edizioni dei Grandi Giri.

## Carriera
I principali successi da professionista furono due tappe alla Vuelta a Asturias (una nel 2000 e una nel 2001), il prologo del Critérium du Dauphiné Libéré nel 2000 e una tappa alla Clásica de Alcobendas nel 2001. Terminò la carriera in seguito a una caduta al Giro d'Italia 2005 in cui riportò numerose fratture e un pneumotorace. Partecipò a cinque edizioni della Vuelta a España, due del Tour de France e una del Giro d'Italia.

## Palmarès
- 1994

Onati Saria
- 2000

1ª tappa Vuelta a Asturias (Oviedo > Naranco, cronometro)
Prologo Critérium du Dauphiné Libéré (Grenoble > Grenoble, cronometro)
- 2001

2ª tappa Clásica de Alcobendas (Collado Villalba > Puerto de Navacerrada)
5ª tappa Vuelta a Asturias (Pravia > Alto del Acebo)

## Piazzamenti

### Grandi Giri
- Giro d'Italia:

2005: ritirato (2ª tappa)
- Tour de France

2001: 77º
2003: 98º
- Vuelta a España:

1999: 71º
2000: 30º
2001: 129º
2002: 65º
2004: 91º